# Coppa Intercontinentale 2006 (calcio a 5)
La Coppa Intercontinentale di calcio a 5 del 2006 è la terza edizione della competizione ufficialmente riconosciuta dalla FIFA. Tutte le gare previste sono state disputate al Gimnasio Arena Multiusos di Brusque (Stato di Santa Catarina), Brasile. La competizione fu organizzata con l'ausilio della CBFS (Confederación Brasileña de Fútbol de Sala), dal 6 aprile al 9 aprile 2006.
Le squadre partecipanti sono state:
- Malwee/Jaraguá per il Brasile, campione del Torneo Sudamericano per Club del 2005.
- Universidad Autónoma de Asunción per il Paraguay, vicecampione Torneo Sudamericano per Club del 2005.
- ServCorp FC per gli Stati Uniti, di cui è campione nazionale.
- Boomerang Interviú per la Spagna, detentore del titolo.
- Carlos Barbosa per il Brasile, club invitato.
- Predator FC per il Giappone, di cui è campione nazionale.

## Gruppo A
| Squadra           | Pti | PG | PV | PN | PP | GF | GS |
| ----------------- | --- | -- | -- | -- | -- | -- | -- |
| 1. Malwee/Jaraguà | 6   | 2  | 2  | 0  | 0  | 15 | 1  |
| 2. U.A.A.         | 3   | 2  | 1  | 0  | 1  | 6  | 7  |
| 3. ServCorp F.C.  | 0   | 2  | 0  | 0  | 2  | 5  | 16 |

## Grupo B
| Squadra               | Pti | PG | PV | PN | PP | GF | GS |
| --------------------- | --- | -- | -- | -- | -- | -- | -- |
| 1. Boomerang Interviú | 6   | 2  | 2  | 0  | 0  | 13 | 3  |
| 2. Carlos Barbosa     | 3   | 2  | 1  | 0  | 1  | 12 | 6  |
| 3. Predator Urayasu   | 0   | 2  | 0  | 0  | 2  | 1  | 17 |

## Partite
6 aprile
| Ora   | Gara                               | Risultato  |
| ----- | ---------------------------------- | ---------- |
| 19:00 | Boomerang Interviu - Predator F.C. | 8-0 (5-0)  |
| 20:30 | Malwee/Jaraguá - ServCorp F.C.     | 10-1 (5-0) |

7 aprile
| Ora   | Gara                                       | Risultato |
| ----- | ------------------------------------------ | --------- |
| 19:00 | Univ. Autónoma de Asuncion - ServCorp F.C. | 6-2 (3-1) |
| 20:30 | Carlos Barbosa - Predador F.C.             | 9-1 (4-0) |

8 aprile
| Ora   | Gara                                        | Risultato |
| ----- | ------------------------------------------- | --------- |
| 16:00 | Carlos Barbosa - Boomerang Interviú         | 3-5 (1-1) |
| 18:00 | Malwee/Jaraguá - Univ. Autónoma de Asuncion | 5-0 (2-0) |

9 aprile
5º-6º posto (3ª del Gruppo A - 3º del Gruppo B)
| Ora  |               | Gara |               | Risultato   |
| ---- | ------------- | ---- | ------------- | ----------- |
| 9:00 | ServCopr F.C. | -    | Predator F.C. | 2 - 4 (0-4) |

3º-4º posto (2º del Gruppo A - 2º del Gruppo B)
| Ora   |                                  | Gara |                | Risultato   |
| ----- | -------------------------------- | ---- | -------------- | ----------- |
| 11:00 | Universidad Autónoma de Asunción | -    | Carlos Barbosa | 3 - 4 (0-1) |

Finale (1º del Gruppo A - 1º del Gruppo B)
| Ora   |                | Gara |                    | Risultato            |
| ----- | -------------- | ---- | ------------------ | -------------------- |
| 14:00 | Malwee/Jaraguá | -    | Boomerang Interviú | 0 - 1 (0-0) Neto 24' |